# Macero

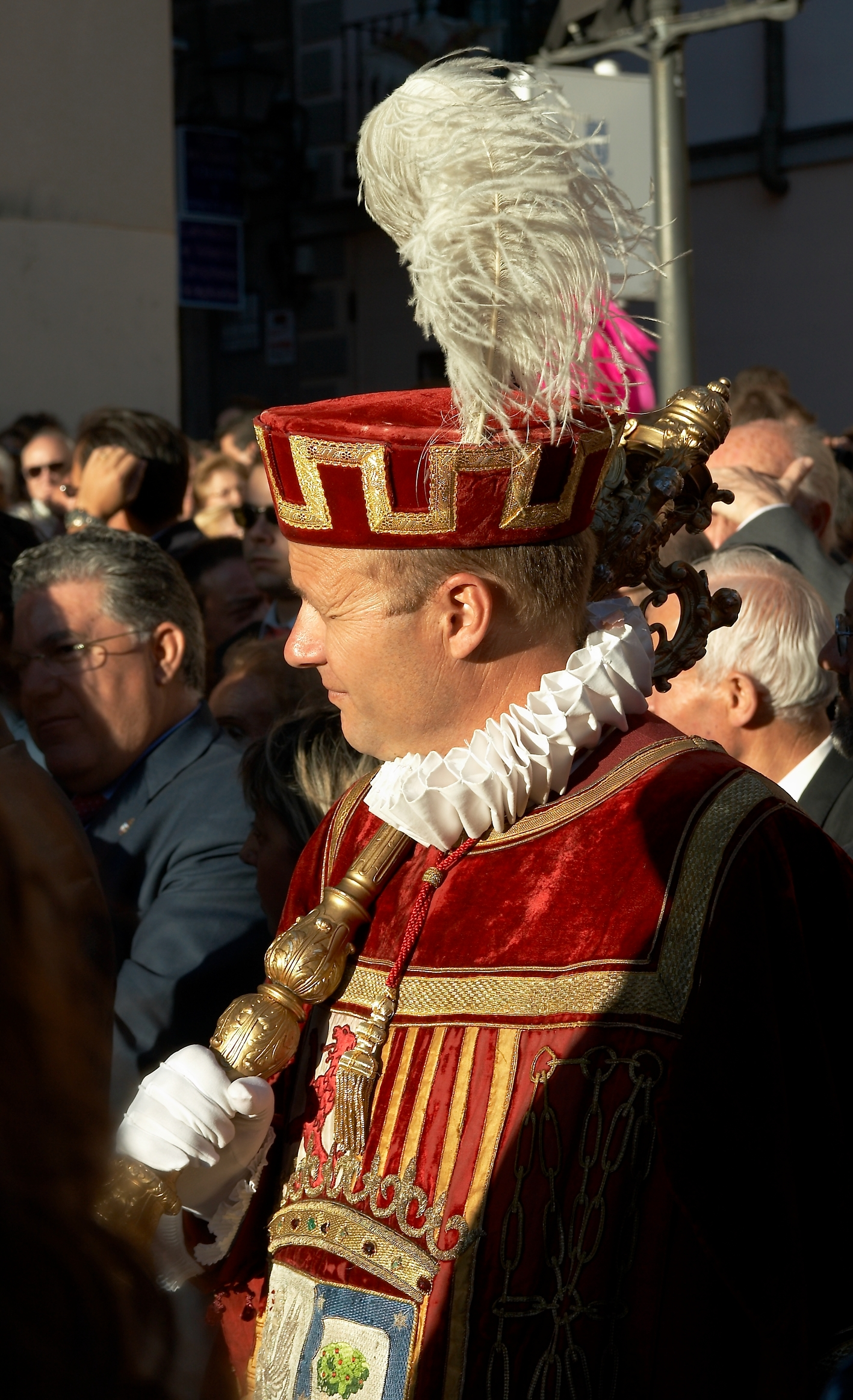
Macero del ayuntamiento de Madrid

Un macero es un funcionario español que encabeza las comitivas municipales o de otras corporaciones luciendo un tabardo, uniforme de antiguo origen y llevando en su mano una maza.

## Historia
La presencia del macero en determinadas solemnidades y comitivas municipales es una tradición antigua que simboliza el poder de la autoridad. Antiguamente antecedían los desfiles de los reyes pero posteriormente se extendió a otras instituciones bien por delegación real, bien por representación propia, como los ayuntamientos. Luego, se extendió a otras corporaciones como figura representativa de su autoridad y han llegado a nuestros días en muchos pueblos y ciudades de España. Actualmente hay maceros, entre otras instituciones, en el Congreso de los Diputados y en el Senado.
La maza que portan como símbolo en su día posiblemente constituyó un arma defensiva, como ya utilizaban los caballeros en sus aparejos en la Edad Media. El uniforme de macero está compuesto por un tabardo, muy parecido a una dalmática, generalmente bordado con las armas de la institución a la pertenece, gorra de terciopelo con pluma y maza de plata.
Podemos encontrar un precedente histórico en los lictores romanos.

## Corporaciones
En España, está documentada la presencia de maceros en las Juntas Generales de Guipúzcoa desde el año 1622, y su presencia se limitaba a un único pleno anual, el del 2 de julio. Su uniforme se componía de ropones de damasco, gorras de terciopelo y mazas de plata con el escudo de la provincia.
En el caso de la Diputación Foral de Navarra, la referencia más antigua de este cargo, entre sus funcionarios, la encontramos hacía 1600, la Corporación les hace acreedores al sueldo de cien libras, por asistencia a las salidas ceremoniales de la Diputación.